# The Ad Libs
The Ad Libs was een in 1964 opgerichte Amerikaanse zanggroep uit Bayonne.

## Bezetting
- Hugh Harris
- Danny Austin
- Dave Watt
- Norman Donegan
- Mary Ann Thomas[2]
- Chris Bartley[3]

## Geschiedenis
Met hun kenmerkende vrouwelijke leadzang en de mannelijke doowop-achtergrondzang was de single The Boy From New York City (1965), geschreven door George Davis en John T. Taylor, hun enige Billboard Hot 100-hit.
Oorspronkelijk bekend als The Creators, werd de groep geformeerd in 1964. The Boy from New York City werd uitgebracht in december 1964 en plaatste zich in maart 1965 in de Billboard Hot 100 (#8). De groep nam vervolgens He Ain't No Angel op, die zich in 1965 ook plaatste in de hitlijst (#100). De volgende twee singles kwamen niet voor in de hitlijsten en het contract van de groep werd niet verlengd door Red Bird Records. In 1969 hadden ze hun laatste r&b-hit met de song Giving Up, die zich plaatste in de Billboard-r&b-hitlijst (#34). Ze gingen verder met opnemen tot in de jaren 1980, maar konden niet meer evenaren aan het succes van The Boy from New York City.
De song plaatste zich opnieuw in de hitlijst in 1978 voor The Darts en in 1981 voor The Manhattan Transfer. De song werd gebruikt in een reclamespot voor de sitcom Everybody Hates Chris bij het Comedy Central-kanaal in het Verenigd Koninkrijk.

## Overlijden
Dave Watt overleed op 5 december 2008.

## Discografie

### Singles
- 1965:	The Boy from New York City / Kicked Around (Blue Cat Records)
- 1965: He Ain't No Angel / Ask Anybody	(Blue Cat Records)
- 1969:	Appreciation / Giving Up (Share Records)

### Compilaties
- 1996: The Ad Libs & Friends
- 2010: I Don't Need No Fortune Tell
- 2012: The Complete Blue Cat Recordings